# 함안 영동리 회화나무
함안 영동리 회화나무는 대한민국 경상남도 함안군 칠북면 영동리에 있는 회화나무로 대한민국의 천연기념물 제319호이다.